# 都拉佐-帕拉维奇尼宫
44°24′51.92″N 8°55′39.39″E / 44.4144222°N 8.9276083°E

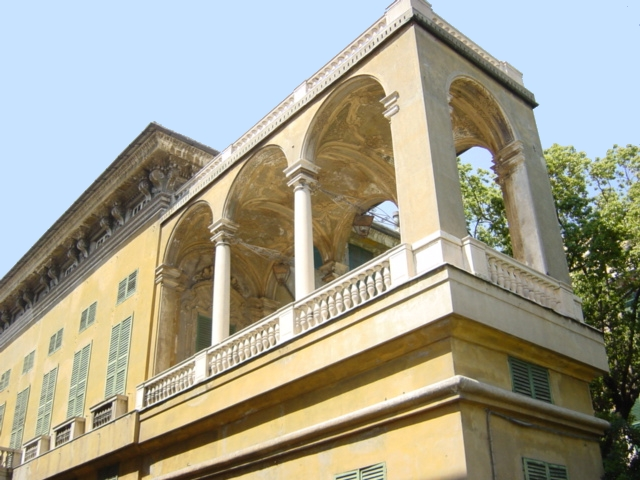

都拉佐-帕拉维奇尼宫（Palazzo Durazzo-Pallavicini）是一座历史建筑，位于意大利热那亚巴尔比街1号，2006年作为罗利宫殿体系的42座宫殿之一，被列为世界文化遗产。
该建筑建于16世纪。建筑师巴托洛梅奥·比安科。